# 第十四代聖奧爾本斯公爵莫瑞·博克萊爾
第十四代聖奧爾本斯公爵莫瑞·德·維爾·博克萊爾 FCA（英語：Institute of Chartered Accountants in England and Wales；1939年1月19日—）是一名英格蘭貴族。他曾在1964年至1988年間使用伯福德伯爵作為禮節性頭銜。

## 生平
莫瑞·博克萊爾是第十三代聖奧爾本斯公爵查爾斯·博克萊爾與第一任妻子娜塔莉·查塔姆·沃克（Nathalie Chatham Walker）所生的唯一一個孩子，也是其父的長子。他的父母在其8歲時離婚。莫瑞所在的聖奧爾本斯公爵家族是英王查理二世與王室情婦奈爾·圭恩的私生子查爾斯·博克萊爾的後代。他也是德維爾家族的高級代表。
莫瑞曾就讀於肯特郡的湯布里奇學校，其後更在1962年取得了特許會計師資格。公爵是倫敦市自由市民和英國蒸餾酒同業公會會員，並自1989年起擔任皇家斯圖亞特協會會長。
公爵現以倫敦奧文頓街（Ovington Street）16號的一處房屋為主要居所。

## 婚姻與子嗣

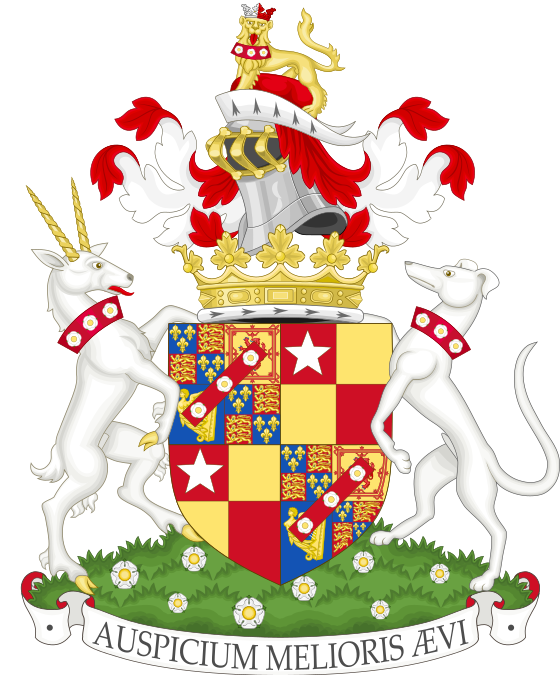
聖奧爾本斯公爵紋章，以「更美好時代的希望（Auspicium Melioris Aevi）」為銘言。

公爵共有三段婚姻。他在1941年年末與第一任妻子露絲瑪麗·弗朗西絲·斯昆斯（Rosemary Frances Scoones）結婚，但延後到直至1963年1月31日才舉行婚禮。二人育有一子一女：
- 艾瑪·博克萊爾女勳爵（1963年7月22日出生）：她在1991年和大衛·克雷格·肖·斯莫利（David Craig Shaw Smellie）結婚，並與丈夫育有一子兩女。
- 查爾斯·博克萊爾（英语：Charles Beauclerk (author)）（1965年2月22日出生）：本職為作家，他自2000年起以世襲貴族不能進入上議院議事而使禮節性頭銜無任何實質意義為由，不再使用伯福德伯爵頭銜。與妻子路易絲·羅比（英语：Louise Robey）育有一子詹姆斯。

他和露絲瑪麗在1974年離婚。女方在離婚翌年與第九代奧利亞斯侯爵、第十代埃克斯茅斯子爵保羅·佩盧結婚；時為伯福德伯爵的莫瑞則在同年8月29日迎娶同樣是再婚的辛西婭·特蕾莎·瑪麗·霍華德（Cynthia Theresa Mary Howard）。
莫瑞在父親於1988年去世後襲爵為第十四代聖奧爾本斯公爵。他在2001年與第二任妻子辛西婭宣佈離婚，並於2002年12月14日和現任妻子吉莉安·安妮塔·諾瑟姆（Gillian Anita Northam）在倫敦舉行婚禮。

## 外部連結
- Hansard 1803–2005: 聖奧爾本斯公爵在國會中的貢獻

| 英格蘭貴族爵位           | 英格蘭貴族爵位            | 英格蘭貴族爵位 |
| ------------------------ | ------------------------- | -------------- |
| 前任者： 查爾斯·博克萊爾 | 聖奧爾本斯公爵 1988年至今 | 現任           |